# Bereber de Orán Sur
Bereber del Sur de Orán, o Idioma Bereber de Figuig, es un grupo de las lenguas zenati, que pertenecen a la rama  bereber de la familia afroasiática. Se habla en varios oasis del suroeste de Argelia y al otro lado de la frontera en Marruecos.
Estas áreas incluyen la mayoría de los  ksour (pueblos fortificados) entre Mecheria y Béni Abbès: Tiout, Ain Sfisifa, Boussemghoun, Moghrar, Chellala, Asla, Fendi, Mougheul, Lahmar, Boukais, Sfissifa, Ouakda, Barrbi cerca de Taghit, Igli, Mazzer en Argelia, Iche, Ain Chair Y los siete ksour de Figuig (Ait Wadday, Ait Amar, Ait Lamiz, Ait Sliman, Ait Anaj, Ait Addi y Iznayen) en Marruecos.
De estos pueblos, el único cuyo dialecto ha sido estudiado en detalle es Figuig. (Kossmann 1997). Un estudio superficial de los dialectos del norte, incluidos textos y vocabulario, es Basset (1885, 1886) mientras que Kossmann (2010) proporciona un bosquejo gramatical de su miembro más al sur, Igli. El Idrissi (2017) se centra principalmente en la variación fonética entre los diferentes pueblos.
Como muchas otras variedades bereberes, los dialectos bereberes de Figuig utilizan la negación verbal bipartita. El negador preverbal es  ul  (localmente  un ,  il ); el negador postverbal es  ša  (Igli, Mazzer) /  šay  (Figuig, Iche, Moghrar) /  iš  (Boussemghoun, Ain Chair), y los dos últimos aparecen como alomorfos  en Tiout. Los números 1 y 2 son bereberes, mientras que los números más altos son préstamos árabes en todas partes.